# Big Thunder
Der Big Thunder war ein Schanzenkomplex im kanadischen Thunder Bay, am Lake Superior gelegen, auf dem vor allem in den 1980er Jahren jährliche Weltcupveranstaltungen stattfanden.

## Geschichte
Die Groß- und die Normalschanze wurden 1974 errichtet und waren von der Saison 1979/1980 bis zur Saison 1991/1992 eine alljährliche Weltcupstation, wobei dort manchmal auch der Saisonauftakt stattfand. In den 1980er Jahren wurden die Schanzen zum nationalen Trainingszentrum erklärt und 1985 begann man mit dem Bau von vier Jugendschanzen (K 64, K 37, K 20 und K 10), von denen die beiden größten sogar mit Matten belegt wurden. Sie wurden 1986 fertiggestellt und heißen Little Thunder. Kurz darauf wurden Langlaufloipen gebaut und sich für die Nordischen Skiweltmeisterschaften 1995 beworben. 1992 bekamen die beiden großen Schanzen einen neuen Lift und wurden mit Flutlicht ausgestattet. Nach der erfolgreichen WM wurde die Förderung für das Wintersportareal gestrichen und so musste es zum 30. Juni 1996 schließen. Nachdem Reaktivierungspläne 2002 und 2008 scheiterten, planen die Friends of Big Thunder einen neuen Anlauf zur Reaktivierung. Sie versuchen 25 Mio. Euro zu bekommen, um zumindest wieder die Langlaufloipen und die Jugendschanzen zu öffnen, wenn möglich auch die Groß- und die Normalschanze.

## Internationale Wettbewerbe
Genannt werden alle von der FIS organisierten Sprungwettbewerbe
| Datum             | Sportart              | Kategorie         | Schanze | 1. Platz                                                               | 2. Platz                                                                     | 3. Platz                                                         |
| ----------------- | --------------------- | ----------------- | ------- | ---------------------------------------------------------------------- | ---------------------------------------------------------------------------- | ---------------------------------------------------------------- |
| 19. Januar 1980   | Skispringen, Männer   | Weltcup           | K89     | Armin Kogler                                                           | Bernard Moullier                                                             | Alfred Groyer                                                    |
| 20. Januar 1980   | Skispringen, Männer   | Weltcup           | K120    | Armin Kogler                                                           | Hubert Neuper                                                                | Anton Innauer                                                    |
| 21. Februar 1981  | Skispringen, Männer   | Weltcup           | K89     | Primož Ulaga                                                           | Johan Sætre                                                                  | Steve Collins                                                    |
| 22. Februar 1981  | Skispringen, Männer   | Weltcup           | K120    | John Broman                                                            | Ivar Mobekk                                                                  | Andreas Felder                                                   |
| 23. Januar 1982   | Skispringen, Männer   | Weltcup           | K89     | Horst Bulau                                                            | Massimo Rigoni                                                               | Ernst Vettori                                                    |
| 24. Januar 1982   | Skispringen, Männer   | Weltcup           | K120    | Horst Bulau                                                            | Massimo Rigoni                                                               | Hubert Neuper                                                    |
| 22. Januar 1983   | Skispringen, Männer   | Weltcup           | K89     | Horst Bulau                                                            | Olav Hansson                                                                 | Pentti Kokkonen                                                  |
| 23. Januar 1983   | Skispringen, Männer   | Weltcup           | K120    | Matti Nykänen                                                          | Horst Bulau                                                                  | Olav Hansson                                                     |
| 10. Dezember 1983 | Skispringen, Männer   | Weltcup           | K89     | Horst Bulau                                                            | Matti Nykänen                                                                | Vegard Opaas                                                     |
| 11. Dezember 1983 | Skispringen, Männer   | Weltcup           | K120    | Vegard Opaas                                                           | Matti Nykänen                                                                | Horst Bulau                                                      |
| 8. Dezember 1984  | Skispringen, Männer   | Weltcup           | K89     | Andreas Felder                                                         | Pentti Kokkonen                                                              | Ernst Vettori                                                    |
| 9. Dezember 1984  | Skispringen, Männer   | Weltcup           | K120    | Andreas Felder                                                         | Jari Puikkonen                                                               | Ernst Vettori                                                    |
| 7. Dezember 1985  | Skispringen, Männer   | Weltcup           | K89     | Primož Ulaga                                                           | Vegard Opaas                                                                 | Matti Nykänen                                                    |
| 8. Dezember 1985  | Skispringen, Männer   | Weltcup           | K120    | Primož Ulaga                                                           | Franz Neuländtner                                                            | Ernst Vettori                                                    |
| 6. Dezember 1986  | Skispringen, Männer   | Weltcup           | K89     | Jens Weißflog                                                          | Matti Nykänen                                                                | Jukka Kalso                                                      |
| 7. Dezember 1986  | Skispringen, Männer   | Weltcup           | K120    | Matti Nykänen                                                          | Thomas Klauser                                                               | Vegard Opaas                                                     |
| 5. Dezember 1987  | Skispringen, Männer   | Weltcup           | K89     | Matti Nykänen                                                          | Pavel Ploc                                                                   | Ernst Vettori                                                    |
| 6. Dezember 1987  | Skispringen, Männer   | Weltcup           | K120    | Matti Nykänen                                                          | Jens Weißflog                                                                | Vegard Opaas                                                     |
| 3. Dezember 1988  | Skispringen, Männer   | Weltcup           | K89     | Dieter Thoma                                                           | Risto Laakkonen                                                              | Matti Nykänen                                                    |
| 4. Dezember 1988  | Skispringen, Männer   | Weltcup           | K120    | Risto Laakkonen                                                        | Erik Johnsen                                                                 | Dieter Thoma                                                     |
| 25. März 1989     | Nordische Kombination | Weltcup           | K89     | Hippolyt Kempf                                                         | Xavier Girard                                                                | Trond Arne Bredesen                                              |
| 3. Dezember 1989  | Skispringen, Männer   | Weltcup           | K89     | Dieter Thoma                                                           | Heinz Kuttin                                                                 | Ari-Pekka Nikkola                                                |
| 4. Dezember 1989  | Skispringen, Männer   | Weltcup           | K120    | Risto Laakkonen                                                        | Andreas Felder                                                               | Heinz Kuttin                                                     |
| 8. Dezember 1990  | Skispringen, Männer   | Weltcup           | K89     | Andreas Felder                                                         | Dieter Thoma                                                                 | Franci Petek                                                     |
| 9. Dezember 1990  | Skispringen, Männer   | Weltcup           | K120    | Andreas Felder                                                         | Franci Petek                                                                 | Ari-Pekka Nikkola                                                |
| 1. Dezember 1991  | Skispringen, Männer   | Weltcup           | K89     | Toni Nieminen                                                          | Ari-Pekka Nikkola                                                            | Stefan Horngacher                                                |
| 2. Dezember 1991  | Skispringen, Männer   | Weltcup           | K120    | Ernst Vettori                                                          | Jim Holland                                                                  | Stephan Zünd                                                     |
| 19. März 1994     | Nordische Kombination | Weltcup           | K90     | Hippolyt Kempf                                                         | Kenji Ogiwara                                                                | Trond Einar Elden                                                |
| 25. März 1994     | Skispringen, Männer   | Weltcup           | K120    | DeutschlandGerd Siegmund Christof Duffner Hansjörg Jäkle Jens Weißflog | NorwegenLasse Ottesen Øyvind Berg Stein Henrik Tuff Espen Bredesen           | JapanKenji Suda Hiroya Saitō Takanobu Okabe Noriaki Kasai        |
| 26. März 1994     | Skispringen, Männer   | Weltcup           | K90     | Gerd Siegmund                                                          | Andreas Goldberger                                                           | Roberto Cecon                                                    |
| 27. März 1994     | Skispringen, Männer   | Weltcup           | K90     | Jens Weißflog                                                          | Takanobu Okabe                                                               | Espen Bredesen                                                   |
| 9. März 1995      | Nordische Kombination | Weltmeisterschaft | K90     | Fred Børre Lundberg                                                    | Jari Mantila                                                                 | Sylvain Guillaume                                                |
| 12. März 1995     | Skispringen, Männer   | Weltmeisterschaft | K90     | Takanobu Okabe                                                         | Hiroya Saitō                                                                 | Mika Laitinen                                                    |
| 15. März 1995     | Nordische Kombination | Weltmeisterschaft | K90     | JapanMasashi Abe Tsugiharu Ogiwara Kenji Ogiwara Takanori Kōno         | NorwegenHalldor Skard Bjarte Engen Vik Knut Tore Apeland Fred Børre Lundberg | SchweizMarkus Wüst Armin Krugel Stefan Wittwer Jean-Yves Cuendet |
| 16. März 1995     | Skispringen, Männer   | Weltmeisterschaft | K120    | FinnlandAri-Pekka Nikkola Jani Soininen Janne Ahonen Mika Laitinen     | DeutschlandHansjörg Jäkle Dieter Thoma Gerd Siegmund Jens Weißflog           | JapanNaoki Yasuzaki Hiroya Saitō Jin’ya Nishikata Takanobu Okabe |
| 18. März 1995     | Skispringen, Männer   | Weltmeisterschaft | K120    | Tommy Ingebrigtsen                                                     | Andreas Goldberger                                                           | Jens Weißflog                                                    |